# Sint-Nicolaaskerk (Rinteln)
De Sint-Nicolaaskerk (Duits St.-Nikolai-Kirche) is een protestants-luthers kerkgebouw in Rinteln in de Duitse deelstaat Nedersaksen.

## Bouwgeschiedenis

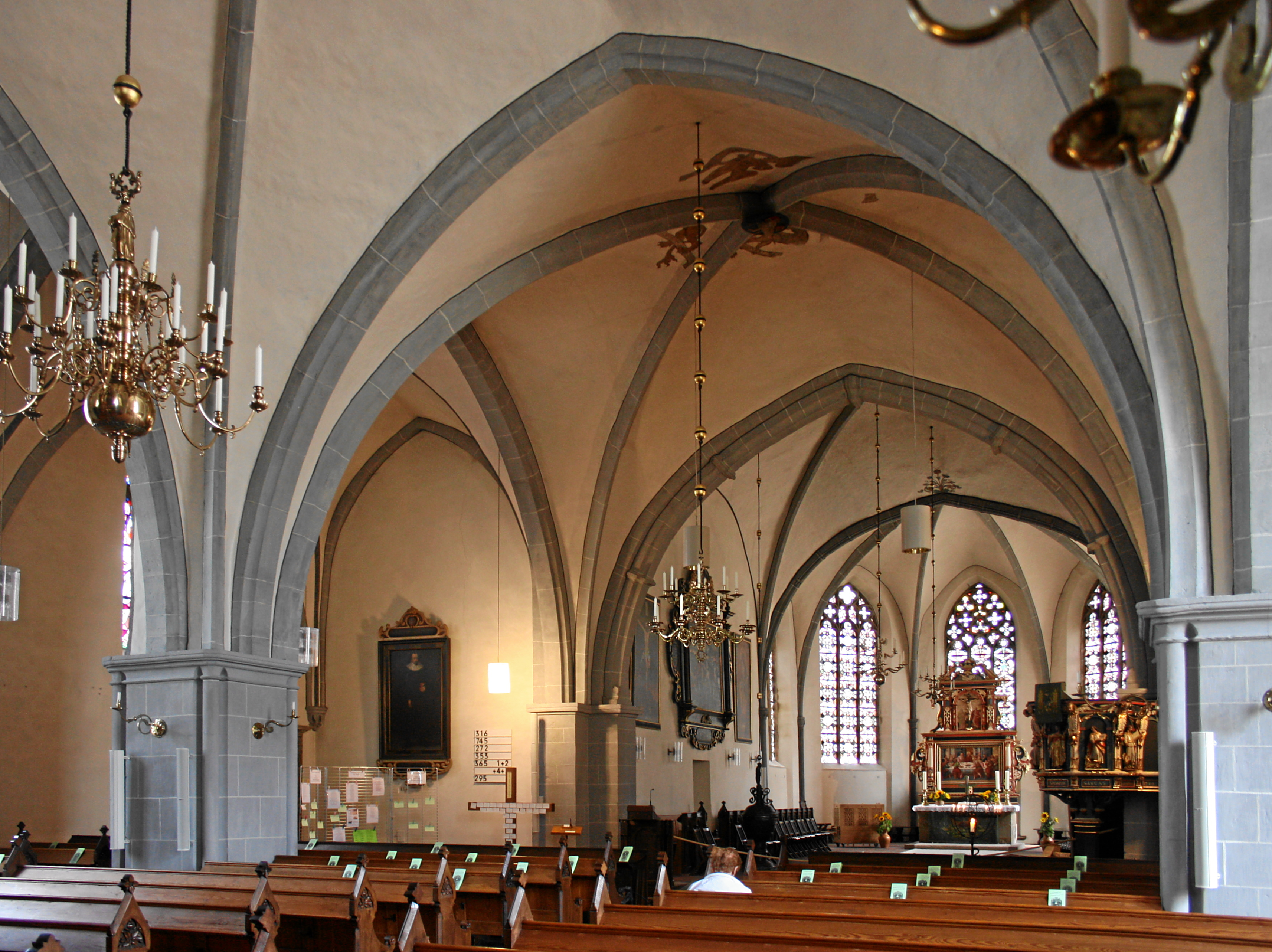
Interieur

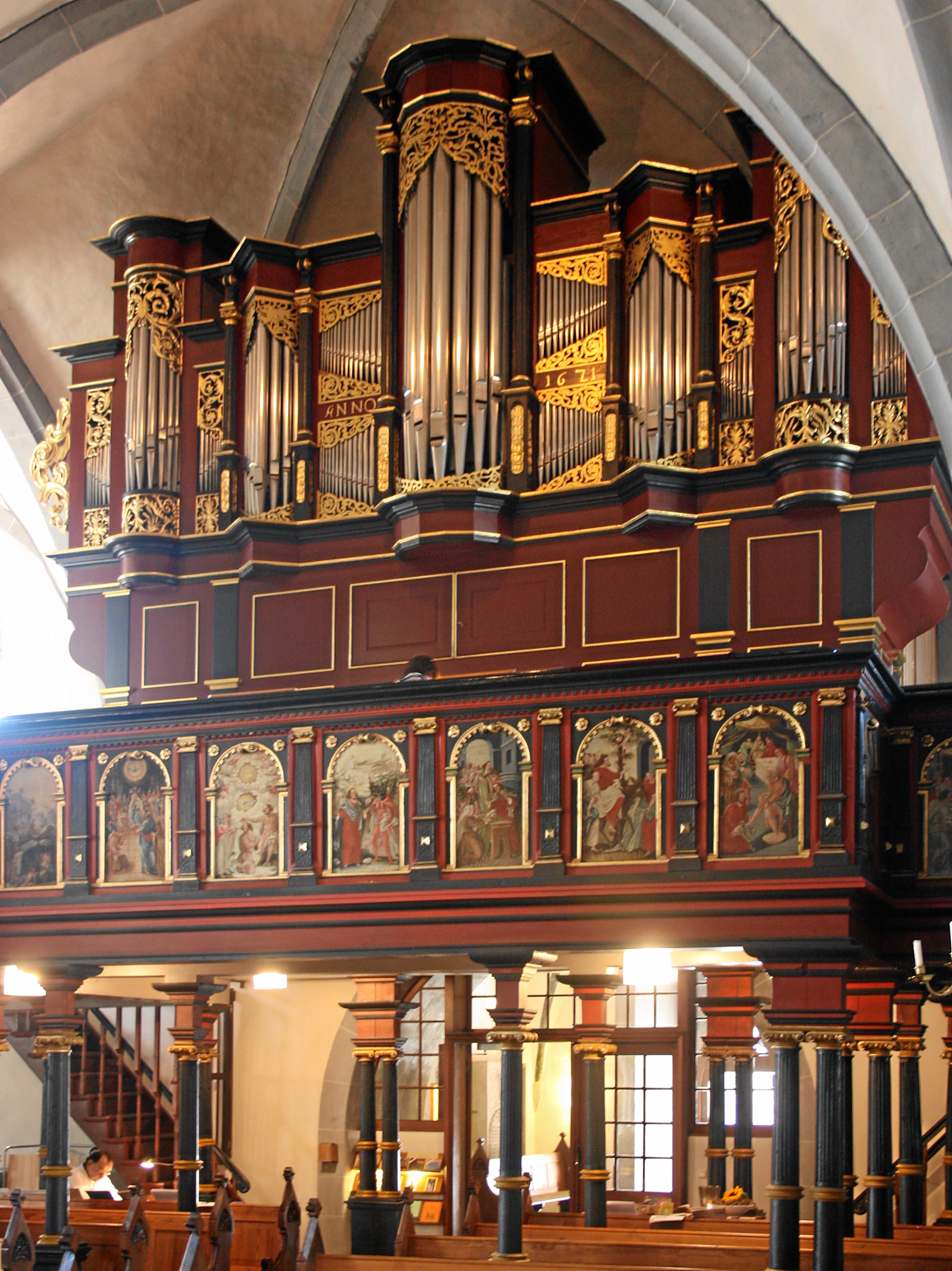
Orgel

De kerk werd vanaf 1238 vooralsnog als basiliek gebouwd. In de 14e eeuw volgde de verbouwing tot de huidige drieschepige hallenkerk zonder dwarsschip. Uit de vroege tijd van de kerk bleef nog het vermeldenswaardige zuidelijk portaal bewaard.
In de jaren 1788-1803 volgde de vervanging van de oorspronkelijk met een zadeldak en een hoge dakruiter bekroonde toren door een barokke lantaarn.
Vanwege de veelvuldige overstromingen van de Wezer werd in 1810 de vloer van de kerk gedeeltelijk verhoogd. In 1885 werd de vloer nogmaals verhoogd tot in totaal 1,20 meter en werden de portalen overeenkomstig hoger ingebracht. Tevens werden de ramen van het kerkschip geregotiseerd en kreeg de kerk de huidige kerkbanken.

## De kerkelijke gemeente
De graven van Schaumburg introduceerden in 1559 de reformatie in Rinteln. In het begin van de 17e eeuw werkte in de kerk de theoloog, schrijver van kerkliederen en superintendent Josua Stegmann, wiens grafmonument zich in de toren en beeltenis zich in de kerk bevinden.

## Inrichting
Van de inrichting van de kerk is vooral het bronzen doopvont uit 1582 in de koorruimte vermeldenswaardig. De talrijke epitafen van burgers verwijzen naar de rol van de kerk als burgerkerk van de stad.

## Orgel
De orgelkas uit het jaar 1621 stamt gedeeltelijk nog van de Duitse orgelbouwer Adolph Compenius (* 1588 - † 1650). Het instrument onderging in de 18e en 20e eeuw grote veranderingen. Met gebruik van oude registers vergrootte Rudolf Janke in 1995 het orgel. Tegenwoordig bezit het orgel 39 registers verdeeld over drie manualen en pedaal. Sinds november 2012 werd het orgel voorzien van een barokke cymbelster met drie kleine klokken (te herkennen aan de drie vergulde sterren).